# Rho Capricorni
Rho Capricorni (ρ Cap / ρ Capricorni) è una stella bianco-gialla nella sequenza principale di magnitudine 4,8 situata nella costellazione del Capricorno. Dista 99 anni luce dal sistema solare.

## Osservazione
Si tratta di una stella situata nell'emisfero celeste australe; grazie alla sua posizione non fortemente australe, può essere osservata dalla gran parte delle regioni della Terra, sebbene gli osservatori dell'emisfero sud siano più avvantaggiati. Nei pressi dell'Antartide appare circumpolare, mentre resta sempre invisibile solo in prossimità del circolo polare artico. La sua magnitudine pari a 4,8 fa sì che possa essere scorta solo con un cielo sufficientemente libero dagli effetti dell'inquinamento luminoso.
Il periodo migliore per la sua osservazione nel cielo serale ricade nei mesi compresi fra fine giugno e novembre; da entrambi gli emisferi il periodo di visibilità rimane indicativamente lo stesso, grazie alla posizione della stella non lontana dall'equatore celeste.

## Caratteristiche fisiche
Rho Capricorni è un sistema multiplo, con la principale, di magnitudine 4,97, che è una stella bianco-gialla di sequenza principale. A 1,88 secondi d'arco ha una compagna con massa paragonabile al Sole di magnitudine 6,88, che orbita attorno al baricentro del sistema in un periodo di 278 anni.
Altre due stelle, di magnitudine 13 e 6,68, sono vicine in cielo alla principale, rispettivamente a 55 e 279" di distanza, tuttavia non è chiaro se siano legate gravitazionalmente ad A, poiché alla distanza alla quale si trova Rho Capricorni, disterebbero rispettivamente 1700 e 8600 UA dalla coppia principale AB, separate tra loro di circa 55 UA.